# Céu (álbum)
CéU é o álbum de estreia da cantora e compositora paulista Céu, lançado em 2005.
Em 2019, o álbum foi relançado em disco de vinil pela gravadora Polysom.

## Faixas
| N.º | Título                | Compositor(es)                     | Duração |  |
| 1.  | "Vinheta Quebrante"   | Beto Villares, Céu, Maurício Alves | 0:54    |  |
| 2.  | "Lenda"               | Alec Haiat, Céu, Graziella Moretto | 4:19    |  |
| 3.  | "Malemolência"        | Alec Haiat, Céu                    | 2:54    |  |
| 4.  | "Roda"                | Beto Villares, Céu                 | 5:18    |  |
| 5.  | "Rainha"              | Céu                                | 3:39    |  |
| 6.  | "10 Contados"         | Alec Haiat, Céu                    | 3:26    |  |
| 7.  | "Vinheta Dorival"     | Beto Villares                      | 0:31    |  |
| 8.  | "Mais Um Lamento"     | Céu, Danilo Moraes                 | 4:48    |  |
| 9.  | "Concrete Jungle"     | Bob Marley                         | 3:32    |  |
| 10. | "Véu da Noite"        | Beto Villares, Céu                 | 6:17    |  |
| 11. | "Valsa Pra Biu Roque" | Beto Villares, Céu                 | 2:49    |  |
| 12. | "Ave Cruz"            | Alec Haiat, Céu                    | 3:26    |  |
| 13. | "O Ronco da Cuíca"    | Aldir Blanc, João Bosco            | 3:23    |  |
| 14. | "Bobagem"             | Céu                                | 2:18    |  |
| 15. | "Samba Na Sola"       | Alec Haiat, Céu                    | 3:07    |  |

## Singles
- "Lenda" (Tema da novela Pé na Jaca, 2006)
- "Malemolência" (Tema da novela Beleza Pura, 2008)